# Taonius
Genre
Synonymes
- sous-genre Belonella (pacifica) Nesis, 1972[2]
- genre Belonella Lane, 1957[2]
- genre Desmoteuthis Verrill, 1881[2]
- Phasmatopsis de Rochebrune, 1884[3]
- genre Toxeuma Chun, 1906[2]
- Verrilliteuthis Berry, 1916[3]

Taonius est un genre de calmars de la famille des Cranchiidae.

## Liste d'espèces
Selon World Register of Marine Species (26 juin 2016) :
- Taonius belone (Chun, 1906)
- Taonius borealis (Nesis, 1972)
- Taonius pavo (Lesueur, 1821)
- Taonius richardi Joubin, 1895

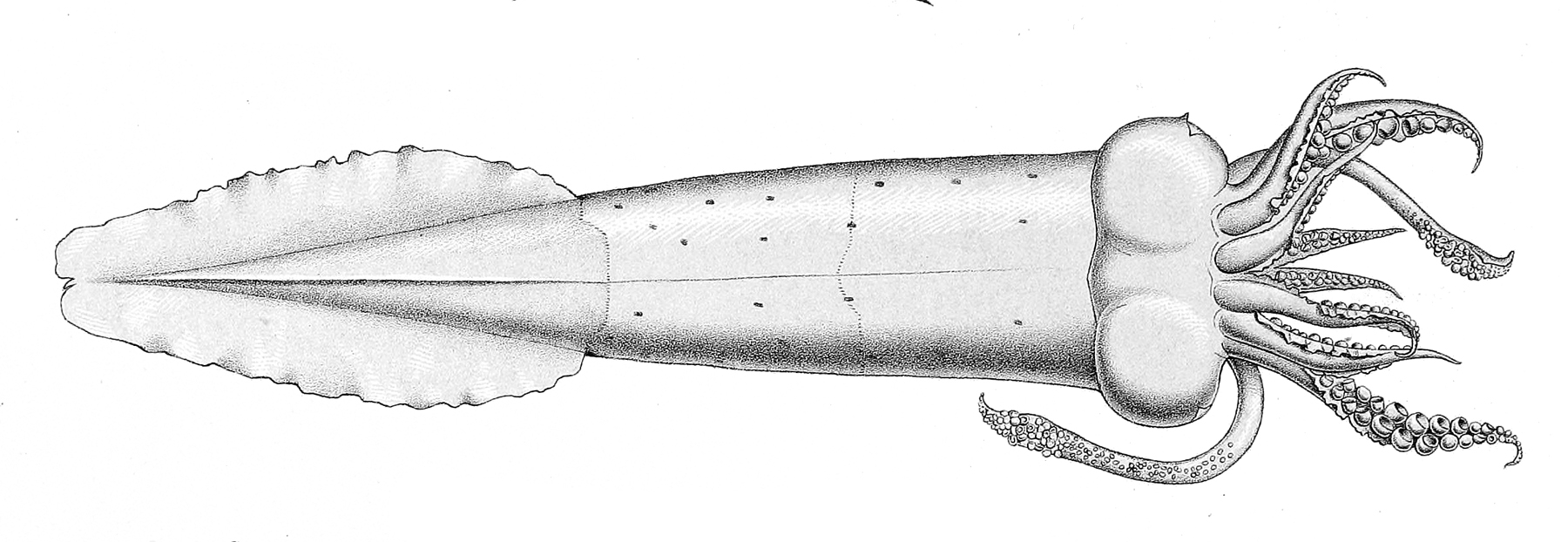
Taonius borealis
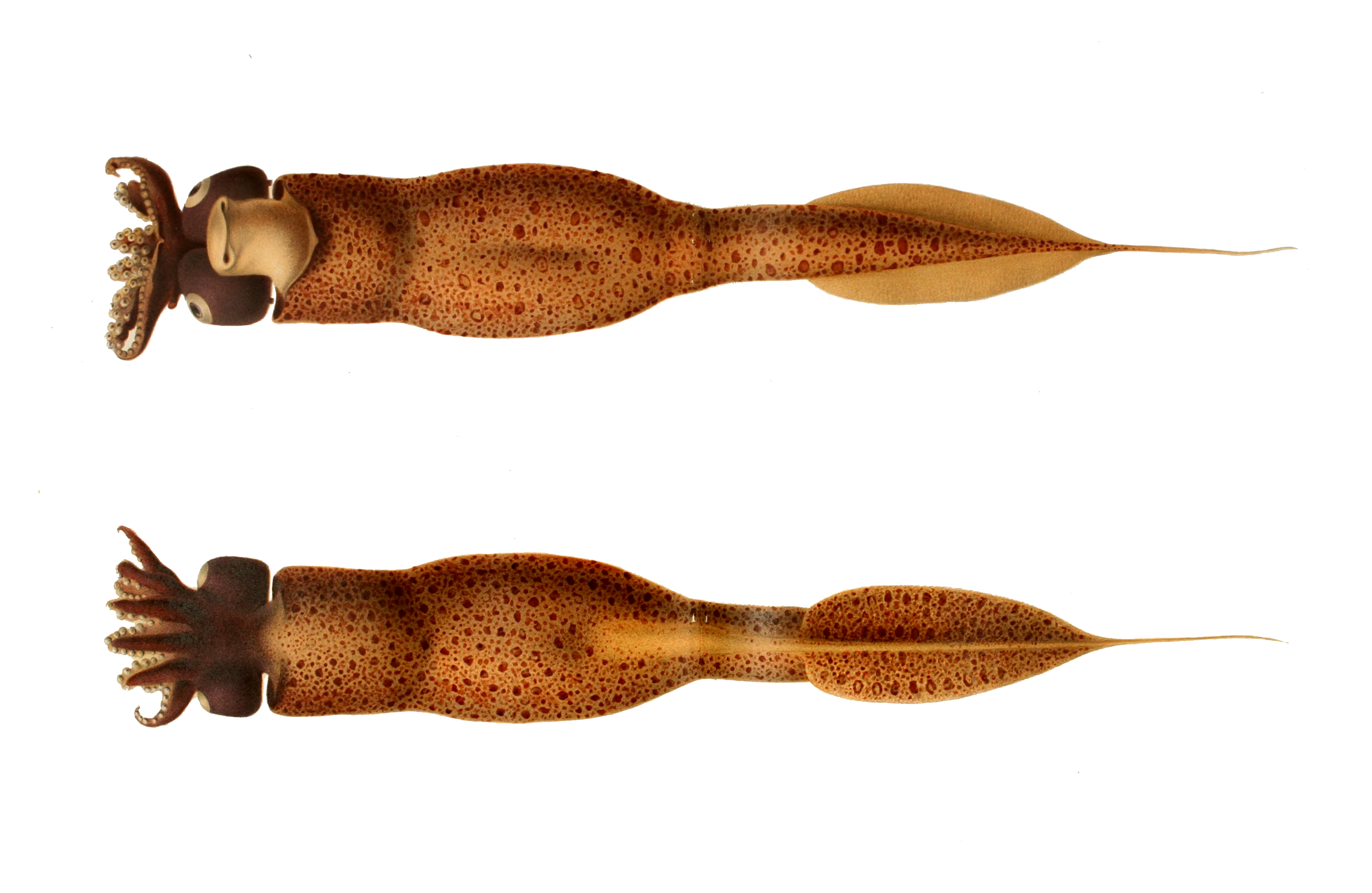
Taonius pavo
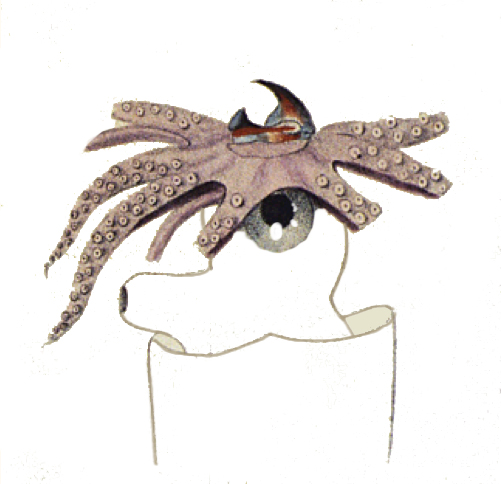
Bec d'un Taonius pavo